# Cor Wals
Cornelis Dirk « Cor » Wals (né le 26 février 1911 à La Haye et mort le 5 avril 1994 à Veldhoven) est un coureur cycliste sur piste néerlandais spécialiste des  courses de six jours.

## Biographie

### Carrière sportive
Cor Wals se fait connaître dans les années 1930 sur les courses de six jours, au cours desquelles il est surnommé « le rampant ». Ses 39 participations se soldent par 7 victoires, dont 5 en compagnie de Jan Pijnenburg, et de nombreux podiums. Il remporte également le championnat des Pays-Bas de demi-fond à trois reprises. En 1939, Wals se qualifie pour la finale des championnats du monde de demi-fond, qui sont finalement annulés en raison du déclenchement de la Seconde Guerre mondiale.

### Rôle sous le régime nazi
Le 31 décembre 1939, le cycliste allemand Albert Richter est interpellé dans un train à la frontière Suisse pour contrebande de devises, puis disparaît. La version officielle varie alors entre l'accident de ski et le règlement de comptes par des trafiquants rivaux. Cor Wals et son collègue néerlandais, Kees Pellenaars, qui se trouvaient dans le même train, témoignent publiquement dans le Het Volk que les soldats allemands marchant dans la neige sur le quai de la gare, bien informés, sont allés directement au compartiment de Richter. La porte s'ouvrit et Richter est tombé inconscient du train. Les Allemands ont alors sorti le vélo - sans s'intéresser à la valise de Richter - et ont directement ouvert les pneus. À l'intérieur, ils découvrent les 12 700 marks cachés. Les Allemands prétendent finalement qu'il s'était pendu de honte dans sa cellule de la prison de Lörrach, malgré l'absence de preuves. Sans la déclaration des deux Hollandais, l'arrestation de Richter ne serait peut-être jamais devenue publique.
L'année suivante, en 1941, Cor Wals perd la sympathie de bon nombre de ses concitoyens au cours des championnats des Pays-Bas de demi-fond à l'Olympisch Stadion d'Amsterdam, où il se présente avec un maillot arborant l'emblème SS de la Schutzstaffel et effectue un salut fasciste à l'issue de la course. Après sa victoire, il est expulsé sous les jets de sièges du public.
À la suite de cela, Wals n'est plus le bienvenu sur les courses néerlandaises. Il met alors sa carrière entre parenthèses, avec l'intention de la reprendre après-guerre et une éventuelle victoire allemande. À cette époque, il est membre des SS depuis un an et il rejoint la SS néerlandaise peu de temps après. Anticommuniste fanatique, il est convaincu que seul le régime nazi est capable de stopper le "danger rouge". Devenu soldat, il combat sur le front de l'Est de février à novembre 1943. Il occupe ensuite le poste de garde dans plusieurs camps de concentration. En 1947, Wals est condamné à 15 ans de prison pour son rôle actif dans l'exploitation de travailleurs forcés néerlandais en Russie.
Lors du procès, Kees Pellenaars, lui aussi ancien membre des SS, se présente comme le recruteur de Wals mais échappe à toute condamnation. Fâchés, les deux amis ne s'adressèrent plus jamais la parole. Plus tard, Wals s'excusa publiquement de sa "stupidité" et admis avoir été condamné à juste titre.[réf. nécessaire]

### Après carrière
Cor Wals est finalement libéré de prison en 1952 et s'installe à Tilbourg. Il revient sur le devant de la scène à la suite de l'annonce de son mariage avec Anneke van Hout-Louwers, sœur du footballeur Jan Louwers et surtout veuve du coureur cycliste néerlandais Jan van Hout, décédé au camp de concentration de Neuengamme. Des  rumeurs, démenties depuis, prétendent alors que Wals était le garde de camp de van Hout à Neuengamme. En raison de l'indignation populaire, le couple déménage à Lommel en Belgique où Cor Wals devient négociant en textile, jusqu'à son retour aux Pays-Bas en 1981.
En 1992, Wals donne le départ des six jours d'Anvers à l'occasion du 65e anniversaire de sa victoire avec Jan Pijnenburg.

## Palmarès

### Six jours
- 1931
  - Amsterdam (avec Jan Pijnenburg)
- 1934
  - Anvers, Bruxelles et Paris (avec Jan Pijnenburg)
- 1936
  - Rotterdam (avec Jan Pijnenburg)
- 1937
  - Paris (avec Albert Billiet)
- 1938
  - Saint-Étienne (avec Marcel Guimbretière)

### Championnats nationaux
- Champion des Pays-Bas de demi-fond en 1938, 1939 et 1941

### Liens externe
- Ressource relative au sport :   - Site du Cyclisme
- Notices dans des dictionnaires ou encyclopédies généralistes :   - Biografisch Woordenboek van Nederland
  - Biografisch Portaal van Nederland
- Notices d'autorité :   - VIAF
  - ISNI
- (nl) « Wals, Cornelis Dirk (1911-1994) », 31 janvier 2017